# Konsolideringsgrad
Med konsolideringsgrad avses inom finansväsendet ett mått på värdet av ett bolags samlade tillgångar i förhållande till bolagets samtliga åtaganden. Till exempel ett pensionsbolags förmåga att utbetala inbetalda premier samt den fastställda återbäringen.